# 南ケ丘町 (瀬戸市)
南ケ丘町（みなみがおかちょう）は、愛知県瀬戸市菱野連区の町名。丁番を持たない単独町名である。

## 地理
- 瀬戸市の南端に位置する[8]。西を長久手市北浦、北を駒前町・南菱野町・幡中町、東を台六町、南を長久手市東山・杁ノ洞と隣接している[8]。
- 標高100m前後の丘陵地帯で、粘土採掘場、製土・ガラス製造・タイル製造工場の建設が進んだ[8]。

### 河川
- 本地川（矢田川支流） ： 町の南端部、長久手市との市境を西流している。

### 学区
市立小・中学校に通う場合、学区は以下の通りとなる。また、公立高等学校普通科に通う場合の学区は以下の通りとなる。
| 番・番地等 | 小学校               | 中学校             | 高等学校 |
| ---------- | -------------------- | ------------------ | -------- |
| 全域       | 瀬戸市立幡山西小学校 | 瀬戸市立幡山中学校 | 尾張学区 |

## 歴史

### 町名の由来
旧菱野村の最南部の丘陵地が開発されたところで、この町名になったと推察される。

### 沿革
- 1979年（昭和54年）12月1日 - 瀬戸市大字菱野字南山の一部により、同市南ケ丘町として成立[2]。

## 世帯数と人口
2024年（令和6年）2月1日現在の世帯数と人口は以下の通りである。
| 町丁     | 世帯数 | 人口 |
| -------- | ------ | ---- |
| 南ケ丘町 | 21世帯 | 39人 |

### 人口の変遷
国勢調査による人口の推移
| 1995年（平成7年）  | 42人 | [ 12 ] |  |
| 2000年（平成12年） | 40人 | [ 13 ] |  |
| 2005年（平成17年） | 39人 | [ 14 ] |  |
| 2010年（平成22年） | 40人 | [ 15 ] |  |
| 2015年（平成27年） | 41人 | [ 16 ] |  |
| 2020年（令和2年）  | 42人 | [ 17 ] |  |

### 世帯数の変遷
国勢調査による世帯数の推移。
| 1995年（平成7年）  | 18世帯 | [ 12 ] |  |
| 2000年（平成12年） | 22世帯 | [ 13 ] |  |
| 2005年（平成17年） | 17世帯 | [ 14 ] |  |
| 2010年（平成22年） | 15世帯 | [ 15 ] |  |
| 2015年（平成27年） | 16世帯 | [ 16 ] |  |
| 2020年（令和2年）  | 17世帯 | [ 17 ] |  |

## 交通

### 鉄道
町内に鉄道は走っていない。最寄り駅は愛知環状鉄道・愛知環状鉄道線瀬戸口駅になる。

### バス
町内にバスは走っていない。最寄りのバス停は、名鉄バス「東山線」【40】【41】【43】【44】系統の山の田バス停、または瀬戸市コミュニティバス「本地線」の新田町バス停になる。

### 道路
町内に国道・県道は通っていない。

## 施設
- 瀬戸信用金庫総合グラウンド ： 2015年（平成27年）6月竣工[18]。野球場・テニスコート・運動広場があり、2018年（平成30年）6月より一般市民も利用できる施設となっている[19]。
- 誠和工業 南ヶ丘土砂工場 ： 土木工事業の建設会社[20]。
- 丸十 ： 1921年（大正10年）創業、1972年（昭和47年）現在地に移転[21]。セラミックス、フェライト、焼結金属等焼成用耐火物及びファインセラミックスの製造販売等を行っている[21]。
- 中島碍子 ： 高圧・低圧用の絶縁材料を製造する企業[22]。愛知県陶磁器工業協同組合に所属している[23]。

## その他

### 日本郵便
- 郵便番号 : 489-0955[6]（集配局：瀬戸郵便局[24]）。